# Mirror (computação)
Um mirror ou espelho, em terminologia computacional, é uma cópia exata de um conjunto de dados (data set). Na Internet, um mirror site é uma cópia exata de um outro site. 
Sites espelho são normalmente utilizados para oferecer fontes múltiplas da mesma informação, e eles são especialmente úteis como uma forma de acesso confiável na hora de fazer downloads de materiais que são vastos. O mirroring ou, traduzido literalmente, "espelhamento", é uma operação unidirecional (a one-way operation) enquanto a file synchronization ou "sincronização" de arquivos é uma operação bidirecional (two-way).

## Porque criar sites espelho?
Existe uma variedade de razões para se criar sites espelho:
- Para proteger os dados da ruína física, o que normalmente acontece em termos de material, de equipamento que fica estragado por algum motivo sem possibilidade de ser reconstituido (i.e. fogo, enchente, etc.; veja Disco espelho ou Disk Mirror).
- Para permitir descarregamentos (baixar arquivos) mais rápidos a usuários/as da Internet que se encontram em certas áreas geográficas específicas do globo terrestre. Por exemplo, um servidor (computador não pessoal) que se encontra nos Estados Unidos poderia ser espelhado no Japão, permitindo assim usuários/as da Internet daquele país a descarregarem conteúdo de forma mais eficaz (rápida) de um servidor em sua região do que seria o caso se o fossem desde o centro de dados localizado nos Estados Unidos.
- Para defender-se de censura e promover a liberdade de fluxo de informações. Por exemplo, um ativista poderia publicar fotos em algum site, digamos, fotos de uma empresa que esteja envolvida em atividades ilegais ou disponibilizar informações de atuações governamentais secretas e, consequentemente, vir a ser processado por isso. Outros usuários da Internet farão o tal conteúdo em questão acessível desde outros servidores (servidores no caso são computadores não-pessoais empregados exclusivamente para armazenas dados disponíveis na rede mundial de computadores) se medidas litigiosas resultarem no cancelamento dos serviços da conta de ISP - Internet Service Provider ou de DNS - Domain Name System do dito ativista.
- Para permitir o acesso a informações que doutros modos não estaria disponível. Por exemplo, quando o instrumento de procura Google foi proibido de atuar em 2002 na República Popular da China, o sítio espelho elgooG foi criado fora dos limites geográficos da China para driblar essa proibição.
- Para preservar conteúdo histórico. Limitações financeiras às vezes podem obrigar os mantenedores de servidores a apagar dados mais antigos mesmo que muitos usuários ainda querem acesso a essas informações - um site espelho num caso desses pode prevenir o desaparecimento desse conteúdo.
- Para dividir o tráfego de usuários a um site: Se um servidor é deveras popular, a existência de um site espelho pode ajuda' aliviar o tráfego. Por exemplo, se uma distribuição do Linux é lançada como uma imagem ISO no servidor do próprio desenvolvedor (developer) da distribuição, esse servidor pode ficar sobrecarregado em caso de elevados índices de acesso. Pontos de descarregamento (download) permitem que o número total de pedidos sejam espalhados entre vários servidores, mantendo a disponibilidade de distribuição.
- Como medida temporária de contrapeso no caso de haver um aumento de tráfico traffic súbito, mesmo que temporário. Por exemplo, websites afetadas pelo efeito Slashdot serão freqüentemente espelhadas por alguns/mas postadores/as slashdot até que o artigo é empurrado fora da página principal (capa).
- Para aumentar o ranking de um site em um instrumento de procura (search engine) ao se colocar hyperlinks de cada um dos espelhos para todos os outros espelhos (uma técnica chamada de link farming, que em tradução livre poderia ficar colheita de links no português). Isso é tido como falta de ética pela maiorias dos/das administradores/as de instrumentos de procura e internautas.
- Raramente, como forma de plágio; isso é, no entanto, sem propósito, pois um sítio que é popular o bastante para ser plagiado irá descobrir bem cedo a existência da cópia logo que seus leitores e leitoras se depararem com a página contendo o texto plagiado.
- Como forma de gerar fundos por meio de anúncios (comerciais). Wikipedia provavelmente é o melhor exemplo de material lançado sob o licenciamento GNU Free Documentation License (GNU Free Documentation License é uma licença para documentos e textos livres publicada pela Free Software Foundation) que por sua vez então é duplicado por outras empresas que, ao contrário da Wikipedia, procuram gerar renda através de propaganas.

## Exemplos
Um bom exemplo de espelhamento é o bem conhecido website SourceForge.net. O fundamento do conceito Sourceforge é, antes de tudo, hospedar projetos de software open-source, mas em segundo plano ele também visa utilizar muitos locais diferentes para alcançar uma meta: poder oferecer disponibilidade de descarregamento (download) aos usuários. Muitos projetos de computador inovadores hospedam seus sites e softwares no SourceForge, que oferece espelhos em vários estados e países, desde a cidade de Dublin, na Irlanda, a cidade de Tóquio, no Japão.
Dentre exemplos de redes espelhadas ainda maiores podem ser citados os projetos de software Debian e FreeBSD. A enciclopédia Wikipédia também é espelhada por várias localidades diferentes para distribuir seu enorme tráfego.
Um outro bom exemplo é o site que está causando muito conflito com as autoridades, o WikiLeaks que pediu através do Twitter que ajudassem a equipe, criando mirrors (espelhos) do site. O novo site foi movido para http://wikileaks.ch/, hospedado na Suíça e aproximadamente 507 mirrors em todo o mundo foram criados. Uma lista de mirrors pode ser encontrada em https://www.webcitation.org/5ulmvdkVL?url=http://wikileaks.ch/mirrors.html. No mesmo dia, o site ficou disponível oficialmente também através dos domínios https://web.archive.org/web/20101208050710/http://www.wikileaks.de/, http://wikileaks.fi/ e http://wikileaks.nl/.

## Programas
Existem vários offline browsers que oferecem espelhamento automatizado (ou automated mirroring, em inglês) de sites inteiros. Alguns deles procuram atender especialmente o uso pessoal, que permite que sejam efetuadas procurar (browsing) a partir de uma cópia local — isso significa um tempo de espera inicial mas um tempo de carregamento bem mais eficiente para aquelas páginas uma vez espelhadas. 
Outros programas existem para serem utilizados por mantenedores de espelhos públicos.
- rsync
- CVSup